# Mars 1793
Cette page présente les faits marquants du mois de mars 1793.

## Événements

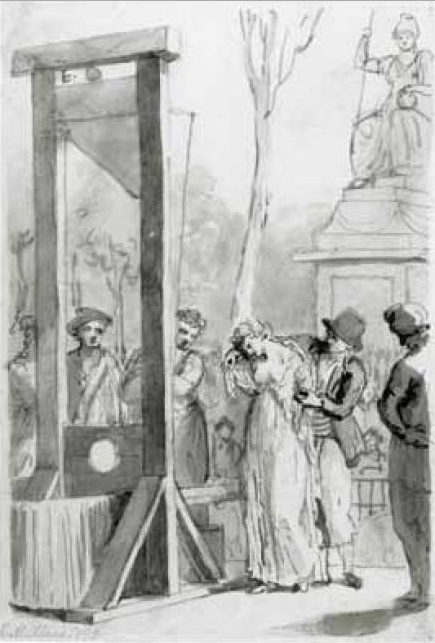
Guillotine

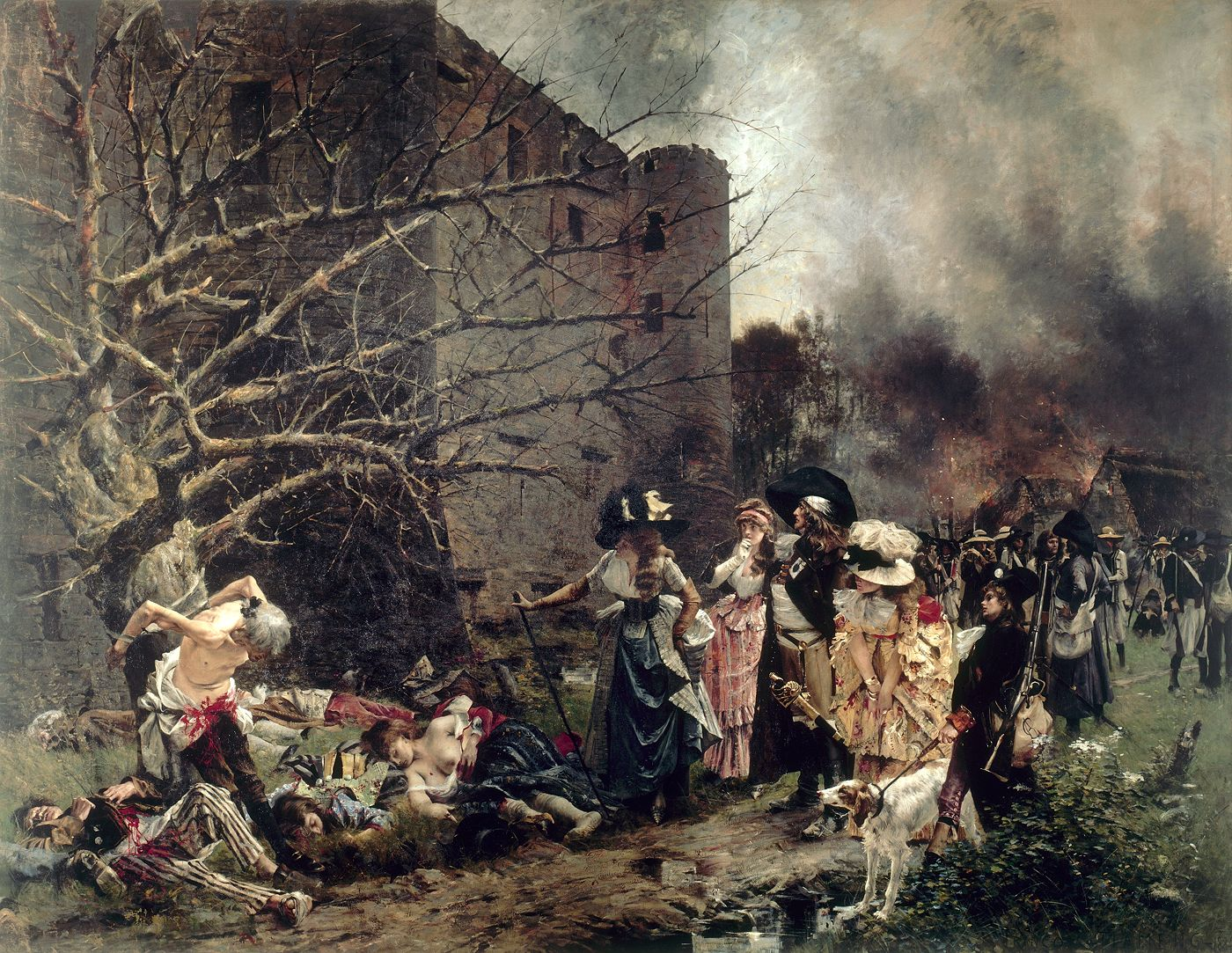
Massacres de Machecoul

- La France lève la première armée de conscrits pour faire face à la coalition anti-française.
- 1er mars : John Langdon est élu président pro tempore du Sénat des États-Unis.
- 2 mars : annexion du comté de Salm à la France.
- 4 mars : cérémonie d'investiture à Philadelphie du président des États-Unis, George Washington, pour un deuxième mandat.
- 7 mars :
  - Première utilisation de la guillotine à Rouen.
  - La France déclare la guerre à l'Espagne[1] (guerre des Pyrénées).
  - Manuel Godoy, « el choricero », résiste dans les Pyrénées à l’avancée révolutionnaire (1793-1795). Les généraux Caro et Ricardos s’emparent de Port-Vendres, de Collioure et d’Hendaye. Mais malgré la valeur du comte de La Unión, ils ne résisteront pas à l’avance française.
- 9 mars, France : le conventionnel haut-rhinois Jean-Adam Pflieger, l'aîné envoyé en Alsace pour l'exécution de la levée de 300 000 Français.
- 10 mars, France : création du Tribunal révolutionnaire.
- 11 mars, France : massacres de Machecoul : des prêtres constitutionnels et 300 sympathisants de la Convention sont massacrés, ce qui constitue le point de départ des guerres de Vendée[2]. Début des guerres de Vendée.
- 12 mars : combat de Savenay.
- 13 mars, France :
  - création à Nantes d'un comité central de 5 membres, présidé par le maire de cette ville René Gaston Baco de La Chapelle, recevant les pouvoirs du département, du district et de la ville. Un tribunal criminel est également instauré pour juger les insurgés et la guillotine dressée sur la place du Bouffay.
  - Combat d'Ancenis.
  - Bataille de Jallais.
  - Combat de Loiré.
- 14 mars :
  - traité d’alliance et de subsides entre la Russie et la Grande-Bretagne[3].
  - Combat de Pluméliau.
  - Combat de Vannes.
  - première bataille de Cholet.
- 15 mars :
  - Combat de Pontivy.
  - Combat de La Roche-Bernard.
- 16 mars : premier combat de Rochefort-en-Terre.
- 17 mars :
  - création de la république de Mayence sur la motion de Georg Forster, président du Club des jacobins mayençais. Le 21 mars, la Convention nationale rhéno-germanique demande l'annexion de la Rhénanie à la France[4].
  - Combat de Pacé.
- 18 mars : défaite française de Dumouriez à la bataille de Neerwinden[5].
- 18 et 19 mars : combat de Guérande
- 19 mars :
  - l'île de La Réunion prend son nom actuel[6].
  - Combat de Fleurigné.
  - Combat de Fougères.
  - Combat de Mané-Corohan.
  - Combat de Plabennec.
  - Bataille de Pont-Charrault.
  - Combat de Saint-Pol-de-Léon.
  - Combat de Vitré.
- 22 mars : défaite française de Dumouriez à Louvain ; Bruxelles est reprise le 25 mars par les Autrichiens du prince de Cobourg et Dumouriez abandonne la Belgique[7].
- 23 mars :
  - annexion française de Bâle (département du Mont-Terrible)[8].
  - Première bataille de Pornic.
- 23 et 25 mars : combat de Lamballe
- 24 mars :
  - bataille de Kerguidu.
  - Première bataille des Sables-d'Olonne.
- 25 mars : la Russie rejoint la Première Coalition[3].
- 26 mars :
  - deuxième combat de Rochefort-en-Terre.
  - Combat de Saint-Perreux.
- 27 mars : deuxième bataille de Pornic.
- 29 mars :
  - deuxième combat de La Roche-Bernard.
  - Deuxième bataille des Sables-d'Olonne.

## Naissances
- 2 mars : Samuel Houston, né en Virginie, (décédé le 26 juillet 1863), était un homme d'État, politicien et militaire américain. Il est l'une des figures principales de l'histoire du Texas. Il a été successivement président de la république du Texas, sénateur des États-Unis après que le Texas a rejoint l'Union et finalement gouverneur.
- 6 mars : Adrien-Benjamin Féline, militaire et polémiste français
- 7 mars :
  - Matthieu Bonafous (mort en 1852), agronome français.
  - Pierre Rayer (mort en 1867), médecin et dermatologue français.
- 10 mars : Pierre Sarrus, mathématicien français.
- 28 mars : Henry Rowe Schoolcraft (mort en 1864), géographe, géologue et ethnologue américain.